# Markusplatsen

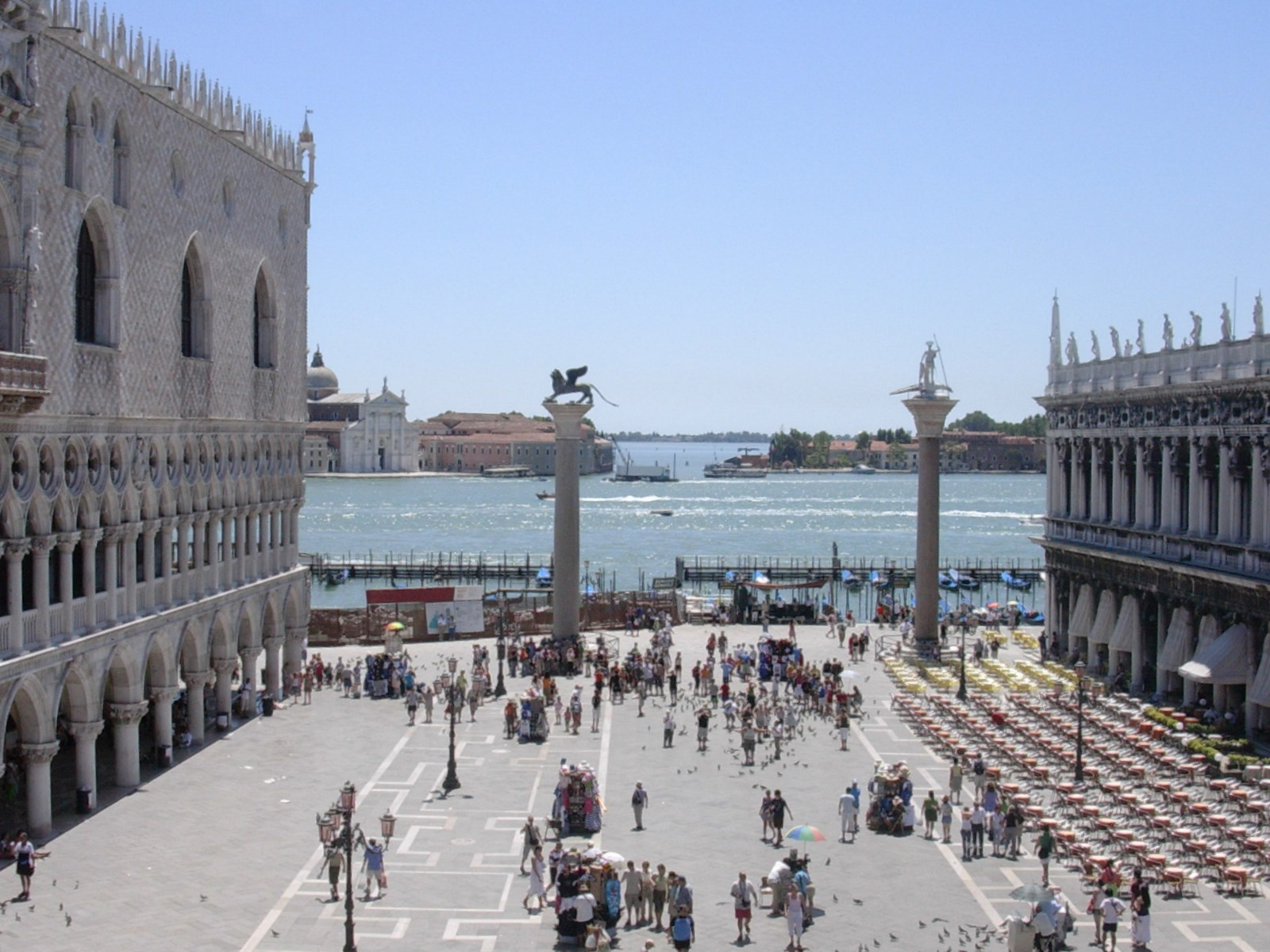
Markusplatsen den 30 juni 2006. Till vänster syns dogepalatset

Markusplatsen (italienska: Piazza San Marco) är ett torg. Det är beläget i staden Venedig i Italien.